# Kerékpározás az 1976. évi nyári olimpiai játékokon
Az 1976. évi nyári olimpiai játékokon a kerékpárversenyek hat számból álltak, az 1908-as olimpia óta (kivéve 1912-t ) műsorban szereplő kétüléses (tandem) verseny kimaradt.

## Éremtáblázat
Az egyes számoszlopok legmagasabb értéke, vagy értékei vastagítással kiemelve.
| Az 1976. évi nyári olimpiai játékok éremtáblázata kerékpározásban | Az 1976. évi nyári olimpiai játékok éremtáblázata kerékpározásban | Az 1976. évi nyári olimpiai játékok éremtáblázata kerékpározásban | Az 1976. évi nyári olimpiai játékok éremtáblázata kerékpározásban | Az 1976. évi nyári olimpiai játékok éremtáblázata kerékpározásban | Olimpia  |
| ----------------------------------------------------------------- | ----------------------------------------------------------------- | ----------------------------------------------------------------- | ----------------------------------------------------------------- | ----------------------------------------------------------------- | -------- |
|                                                                   | Ország                                                            | Arany                                                             | Ezüst                                                             | Bronz                                                             | Összesen |
| 1.                                                                | NSZK (FRG)                                                        | 2                                                                 | 0                                                                 | 0                                                                 | 2        |
| 2.                                                                | Szovjetunió (URS)                                                 | 1                                                                 | 1                                                                 | 0                                                                 | 2        |
| 3.                                                                | NDK (GDR)                                                         | 1                                                                 | 0                                                                 | 2                                                                 | 3        |
| 4.                                                                | Csehszlovákia (TCH)                                               | 1                                                                 | 0                                                                 | 0                                                                 | 1        |
| 4.                                                                | Svédország (SWE)                                                  | 1                                                                 | 0                                                                 | 0                                                                 | 1        |
|                                                                   |                                                                   |                                                                   |                                                                   |                                                                   |          |
| 6.                                                                | Lengyelország (POL)                                               | 0                                                                 | 1                                                                 | 1                                                                 | 2        |
| 7.                                                                | Belgium (BEL)                                                     | 0                                                                 | 1                                                                 | 0                                                                 | 1        |
| 7.                                                                | Franciaország (FRA)                                               | 0                                                                 | 1                                                                 | 0                                                                 | 1        |
| 7.                                                                | Hollandia (NED)                                                   | 0                                                                 | 1                                                                 | 0                                                                 | 1        |
| 7.                                                                | Olaszország (ITA)                                                 | 0                                                                 | 1                                                                 | 0                                                                 | 1        |
|                                                                   |                                                                   |                                                                   |                                                                   |                                                                   |          |
| 11.                                                               | Dánia (DEN)                                                       | 0                                                                 | 0                                                                 | 2                                                                 | 2        |
| 12.                                                               | Nagy-Britannia (GBR)                                              | 0                                                                 | 0                                                                 | 1                                                                 | 1        |
|                                                                   |                                                                   |                                                                   |                                                                   |                                                                   |          |
| Összesen                                                          | Összesen                                                          | 6                                                                 | 6                                                                 | 6                                                                 | 18       |

## Érmesek

### Országúti számok
| Az 1976. évi nyári olimpiai játékok érmesei országúti kerékpározásban | | |                                                                                         |
| Versenyszám                                                           | Arany | Ezüst | Bronz                                                                                   |
| Férfi országúti mezőnyverseny (176 km)                                | Bernt Johansson · Svédország (SWE) · 4:46:52.0                                                              | Giuseppe Martinelli · Olaszország (ITA) · 4:47:23.0                                                           | Mieczysław Nowicki · Lengyelország (POL) · 4:47:23.0                                    |
| Országúti csapatverseny (100 km)                                      | Szovjetunió (URS) · Aavo Pikkuus · Valerij Csapligin · Anatolij Csukanov · Vlagyimir Kaminszkij · 2:08:53.0 | Lengyelország (POL) · Ryszard Szurkowski · Tadeusz Mytnik · Mieczysław Nowicki · Stanisław Szozda · 2:09:13.0 | Dánia (DEN) · Jørn Lund · Verner Blaudzun · Gert Frank · Jørgen Emil Hansen · 2:12:20.0 |

### Pályakerékpár
| Az 1976. évi nyári olimpiai játékok érmesei pálya-kerékpározásban |                                                                                     | |                                                                                            |
| Versenyszám                                                       | Arany                                                                               | Ezüst                                                                                                   | Bronz                                                                                      |
| Repülőverseny (1000 m)                                            | Anton Tkáč · Csehszlovákia (TCH) · 10.78                                            | Daniel Morelon · Franciaország (FRA)                                                                    | Hans-Jürgen Geschke · NDK (GDR)                                                            |
| 1000 m időfutam                                                   | Klaus Jürgen-Grünke · NDK (GDR) · 1:05,927                                          | Michel Vaarten · Belgium (BEL) · 1:07,516                                                               | Niels Fredborg · Dánia (DEN) · 1:07,617                                                    |
| 4000 méteres üldözőverseny                                        | Gregor Braun · NSZK (FRG) · 4:47.61                                                 | Herman Ponsteen · Hollandia (NED) · 4:49.72                                                             | Thomas Huschke · NDK (GDR) · 4:52.71                                                       |
| Férfi 4000 méter csapat üldözőverseny                             | NSZK (FRG) · Peter Vonhof · Gregor Braun · Hans Lutz · Günther Schumacher · 4:21.06 | Szovjetunió (URS) · Viktor Szokolov · Vlagyimir Oszokin · Alekszandr Perov · Vitalij Petrakov · 4:27.15 | Nagy-Britannia (GBR) · Ian Hallam · Ian Banbury · Michael Bennett · Robin Croker · 4:22.41 |